# Protestantische Christuskirche (Lingenfeld)
Die Protestantische Christuskirche der Ortsgemeinde Lingenfeld steht an der örtlichen Humboldstraße im Kreis Germersheim (Rheinland-Pfalz). Sie ist gemeinsam mit der Protestantischen Kirche in Westheim (Pfalz) Kirche der Protestantischen Kirchengemeinde Westheim–Lingenfeld und gehört zum Kirchenbezirk Germersheim der Evangelischen Landeskirche der Pfalz.

## Beschreibung
Das Kirchengebäude folgt baustilistisch dem modernen Kirchenbau. Es besteht im Kern aus einem 60 m2 umfassenden Gemeindesaal, der über eine Schiebetür mit dem Gottesdienstraum verbunden ist. Darüber hinaus besteht ein barrierefrei verbundener Neubau mit weiteren Gemeinderäumen.

## Geschichte
Im Jahr 1972 wurde der Kirchengemeinde von der Ortsgemeinde Lingenfeld ein 2.000 m2 großes Grundstück geschenkt, auf dem am 26. Mai 1973 die Grundsteinlegung durch den Dekan Karl Reich erfolgte. Am 27. Mai 1973 wurde das fertiggestellte Kirchengebäude geweiht. Eine umfangreiche Renovierung der Kirche erfolgte im Jahr 2006 aufgrund massiver Witterungsschäden. Im August 2007 beschloss das Presbyterium, neue Gemeinderäume an das bestehende Gebäude anzubauen. Diese wurden im Juni 2009 eingeweiht. 

## Orgel
Die Orgel wurde 1978 von G. F. Steinmeyer & Co. für die Christuskirche gebaut. Sie verfügt über 6 Register auf einem Manual und Pedal. Die Disposition lautet:
| Manual C–g3    |    |
| Gedackt        | 8′ |
| Prinzipal      | 4′ |
| Gedacktflöte   | 4′ |
| Waldflöte      | 2′ |
| Scharff III–IV | 1′ |

| Pedal C–f1 |     |
| Subbass    | 16′ |

Die Spiel- und Registertraktur sind mechanisch. Die Windladen sind als Schleifladen ausgeführt.
- Koppel: Pedalkoppel